# Pietro Locatelli
Pietro Antonio Locatelli (3. září 1695, Bergamo – 30. března 1764, Amsterdam) byl italský hudební skladatel a houslista; je označován za Paganiniho 18. století.

## Biografie
Byl považován za zázračné dítě a záhy byl poslán na studie do Říma, kde od ledna roku
1711 byl žákem Arcangela Corelliho. V letech 1717–1723 hrál skladby v kostele Sv. Vavřince z Damašku, v roce 1725 byl jmenován maestro di capella. O něco později, v roce 1727, odcestoval do Mnichova a následujícího roku do Berlína. Nakonec se usadil v Amsterodamu v Holandsku a věnoval se výuce (např.
Jean-Marie Leclaira); neprovozoval více veřejných koncertů, hrál pouze na privátních akcích.

## Dílo
Locatelli komponoval skladby především pro housle. Mezi jeho díly vyniká publikace Arte del violino, opus 3 z roku 1733, zveřejňující soubor dvanácti koncertů pro housle. Dále napsal 24 capriccia vysoké technické náročnosti, tria, concerti grossi, sonáty pro flétny. Ve svých skladbách pro housle využil své virtuózní techniky, užívá dlouhé kadence, v nichž rozvíjí zvuk, užívá vysoké rejstříky, dvojité struny a rychlé změny pozic.
- Opus 1: XII Concerti grossi à Quatro è à Cinque. Amsterdam 1721
- Opus 2: XII Sonate à Flauto traversiere solo è Basso. Amsterdam 1732
- Opus 3: L’Arte del Violino; XII ConcertI Cioè, Violino solo, con XXIV Capricci ad libitum. Amsterdam 1733
- Opus 4: VI Introduttioni teatrali è VI Concerti. Amsterdam 1735
- Opus 5: VI Sonate à Trè. (Amsterdam 1736)
- Opus 6: XII Sonate à Violino solo è Basso da Camera. Amsterdam 1737
- Opus 7: VI Concerti à quattro. Leiden 1741
- Opus 8: X Sonate, VI à Violino solo è Basso è IV à Trè. Amsterdam 1744
- Opus 9: VI Concerti a quattro. Amsterdam 1762
- Opera (bez č. op.):
  - Sonata g-Moll pro housle a basso continuo.
  - Sinfonia [...] composta per l'esequie della sua Donna che si celebrarono in Roma f-Moll pro dvoje housle, violu a basso continuo .
  - Concerto A-Dur pro housle, dvoje housle, violu a basso continuo.
  - Concerto E-Dur pro housle, dvoje housle, violu a basso continuo.
- Opera dubia (nejisté dílo): Houslové koncerty, symfonie, sonáty pro trio, flétnová dueta, sonáta pro hoboj, capriccio in E pro jedny housle.
- Několik dalších různých děl je nezvěstných.